# A vida de pessoas maravilhosas (série de livros)

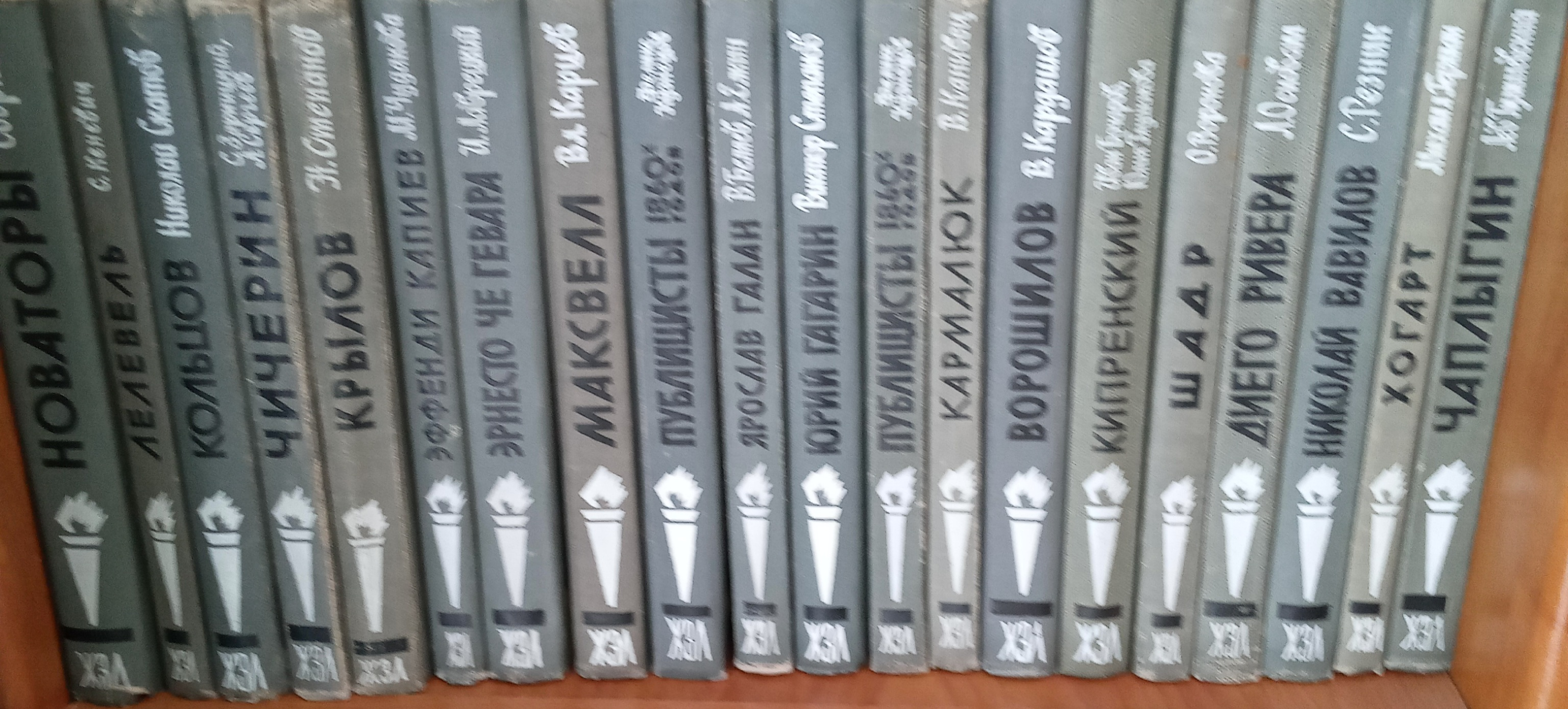

A Vida de Pessoas Maravilhosas é uma série de livros de ficção e biográficos concebidos para um público em massa. Foi publicado pela primeira vez em 1890-1924 por FF Pavlenkov sob o mesmo título (um total de duzentas biografias foram publicadas, depois de 1900, havia apenas reimpressões). Desde então, repetidas tentativas foram feitas para reviver a publicação, mas apenas Maxim Gorky teve sucesso: a série recém-iniciada foi publicada em 1933-1938 pela "Journal and Newspaper Association" com a numeração de um. Depois de 1938, a série foi emitida pela Guarda Jovem com numeração contínua de problemas; desde 2001, a numeração dobrou (levando em consideração as publicações de Pavlenkov). Em 2010, o número total de edições ultrapassou um mil e meio, e a tiragem total da série ultrapassou cem milhões de exemplares.
A série pública Pavlenko "AVDPM" era para "familiarizar os leitores com figuras proeminentes de eras passadas." O formato do gênero da série foi determinado por tarefas educacionais: um ensaio biográfico popular focado nos grandes feitos de um homem que deixou sua marca na história da civilização mundial. As biografias foram encomendadas a publicitários e jornalistas famosos de sua época (EA Solovyov, A. Skabichevsky), vários ensaios foram escritos por filósofos e escritores profissionais (VS Solovyov, NM Minsky). Maxim Gorky criou um novo formato de biografias, cujos heróis eram figuras mundialmente famosas da ciência e da arte, além de revolucionários. Um conselho editorial público da série foi estabelecido na editora Molodaya Gvardiya, que incluía os acadêmicos VL Komarov, EV Tarle, AE Fersman, os professores Yu. N. Tynyanov e PF Yudin e os escritores A. A. Fadeev e AN Tolstoy.[carece de fontes?]
Na década de 1950, os editores da série formularam três princípios básicos para a seleção dos textos publicados, que desde então foram mantidos: confiabilidade científica, alto nível literário e entretenimento. A publicação na série foi para o autor um sinal de reconhecimento de seu alto status social e profissional. Em anos diferentes, a Jovem Guarda atraiu Lev Gumilevsky, Sergei Durylin, Konstantin Paustovsky, Marietta Shaginyan, Korney Chukovsky, Yuri Lotman, Alexei Losev, Nathan Eidelman e muitos outros para escreverem biografias. Muitos autores de biografias, por sua vez, tornaram-se os heróis dos novos livros da série "ZhZL". Ao mesmo tempo, o tom dos textos publicados nas décadas de 1960 e 1970 estava sujeito às exigências da ideologia, quando o conceito de "maravilhoso" era interpretado como "sem falhas". A maioria dos heróis selecionados era ideologicamente correta e moralmente impecável; muito pouco foi falado sobre as dificuldades em seu destino.
Após o colapso da URSS devido à competição da mídia e, em seguida, do ambiente da Internet, a circulação da série caiu drasticamente, por muitos anos o número de livros publicados diminuiu. Houve um fechamento do gênero da biografia "clássica" na estrutura científica, o próprio fim da tradição da biografia romanizada; historiadores profissionais e filólogos começaram a predominar entre os autores da série. Ao mesmo tempo, desde a década de 1990, o quadro temático da série se expandiu enormemente: biografias de czares, santos ortodoxos, escritores emigrantes, figuras do movimento branco, atores soviéticos e estrangeiros começaram a aparecer. O fluxo de literatura traduzida aumentou significativamente.

## Biblioteca de biografias de Florenty Pavlenkov e tentativas de continuá-la
Em 1890-1900, a editora Florentiy Pavlenkov publicou a biblioteca biográfica "Life of Wonderful People". O nome era um papel vegetal do francês "Vie des Hommes illustres", assim como a tradução das "Biografias comparativas" de Plutarco, que foi muito valorizado em sua juventude Pavlenkov. Após a morte do editor, a série, que incluía 200 biografias, foi concluída por seus executores, e as reimpressões seguiram até 1924. A biblioteca de biografias mostrou-se muito popular, suportando pelo menos 40 reimpressões com tiragem total de 1,5 milhão de exemplares (um exemplar foi impresso com tiragem de 8 a 10 mil exemplares). As biografias de Pavlenkov eram de tamanho pequeno, um ensaio científico popular, e custavam cerca de 25 copeques (estando disponíveis para estudantes do ensino médio e universitários), texto de alta qualidade, às vezes não desprovido de arte, e conteúdo amplo. Entre seus autores estavam Vladimir Solovyov e Alexander Skabichevsky, bem como o poeta Nikolai Minsky, muitas das biografias são consideradas exemplos do gênero. O bibliógrafo Nikolai Rubakin, que foi um dos herdeiros da editora, elogiou a qualidade e a importância da biblioteca biográfica de FF Pavlenkov. De acordo com suas próprias lembranças, esses livros tiveram um impacto significativo em Nikolai Berdyaev, Vladimir Vernadsky, Ivan Bunin e Alexei Tolstoy durante seus anos de estudante.
De acordo com o plano de Pavlenkov, "AVDPM" era "familiarizar os leitores com figuras proeminentes de eras passadas". A palavra "maravilhoso", usada no título da série, originalmente significava "digno de nota, digno de nota, notável, incomum ou incrível". A primeira biografia, publicada no final de abril-início de maio de 1890, foi dedicada a Inácio de Loyola. Um dos mais populares foram os ensaios sobre Lermontov e Pushkin Skabichevsky, a última reimpressão de sua biografia de Pushkin data de 1924. A compilação da série foi baseada na teoria clássica dos lugares-comuns, que dá ideias sobre o ideal de pessoa criativa ou político, inventor e outros. Yu. Petrova observou que a maioria das biografias correspondia aos ideais normativos do século XIX, que eram apresentados ao leitor no nível do título: “N (Dostoiévski, Laplace, Pirogov, Lincoln, etc.): sua vida e literário / estatal / científico) etc. atividades ". Biografias de um novo tipo, com a posição individual do biógrafo e a ambigüidade das avaliações do herói, eram publicadas com menos frequência; geralmente a construção da imagem do indivíduo, ao invés de um sistema de topos, na virada do século foi empreendida com base na ciência psicológica e no interesse geral pelos transtornos mentais de pessoas proeminentes. Evgeny Solovyov, que escreveu ensaios sobre Dmitry Pisarev, Ivan Turgenev, Alexander Herzen, Leo Tolstoy, Fyodor Dostoevsky, Nikolai Karamzin, Hegel, Oliver Cromwell, Osip Senkovsky, Rothschild, gostava especialmente dessa abordagem. Foi Solovyov quem ativamente popularizou a fórmula de Nikolai Mikhailovsky "Dostoiévski é um talento cruel", mas ele não se recusou a considerar o fundamento espiritual dos interesses dos escritores. Os conceitos de "martírio", profecia, gênio no ensaio de E. Solovyov contribuíram para a popularização do "mito de Dostoiévski", que definiu um novo sistema de biografia retórica normativa do período soviético.
Maxim Gorky tentou continuar a série Pavlenko em 1916 com base em sua própria editora "Parus". Ele traçou um novo plano para a série de bibliotecas, que incluía quase 300 títulos; então o projeto foi proposto a Zinovia Grzebin, mas a situação revolucionária não permitiu que se realizasse. Em 1921, independentemente de Gorky, a editora M. e S. Sabashnikov começou a publicar a série Retratos históricos, em 1922 a editora cooperativa Kolos publicou a Biblioteca Biográfica e em 1923 a editora Brockhaus-Efron inaugurou a série Imagens da Humanidade.. Em 1925, a série "Biographical Library" foi fundada por Gosizdat, e em 1928 a série "Life of Wonderful People" foi publicada por "Moscow Worker", mas em nenhuma das séries o número de livros publicados ultrapassou uma e meia dúzia.